# アワ・シング
『アワ・シング』（Our Thing）は、アメリカ合衆国のジャズ・サクソフォーン奏者、ジョー・ヘンダーソンが1963年に録音・1964年に発表したスタジオ・アルバム。

## 解説
ヘンダーソンのリーダー・アルバムとしては2作目に当たり、ケニー・ドーハムとピート・ラロカは、前作『ページ・ワン』（1963年録音・発表）に引き続きサイドマンを務めた。また、本作でピアノを弾いたアンドリュー・ヒルは、当時ヘンダーソンと共にドーハムの率いるクインテットで活動しており、ヒルは本作のセッションをきっかけに、ブルーノート・レコードにおける録音活動を始めた。
スコット・ヤナウはオールミュージックにおいて5点満点中4.5点を付け「ハード・バップの慣習に則っているとはいえ、アヴァンギャルドからの影響も取り入れられている」「ヘンダーソンは比較的早い時期にして、偉大なテナーマンとしての潜在能力を見せた」と評している。

## 収録曲
特記なき楽曲はジョー・ヘンダーソン作曲。
1. ティーター・トッター - "Teeter Totter" - 8:36
2. ペドロズ・タイム - "Pedro's Time" (Kenny Dorham) - 10:07
3. アワ・シング - "Our Thing" - 5:38
4. バック・ロード - "Back Road" (K. Dorham) - 6:22
5. エスカペード - "Escapade" (K. Dorham) - 8:05

### リマスターCDボーナス・トラック
1. ティーター・トッター（別テイク） - "Teeter Totter (Alternate Take)" - 7:10

## 参加ミュージシャン
- ジョー・ヘンダーソン - テナー・サクソフォーン
- ケニー・ドーハム - トランペット
- アンドリュー・ヒル - ピアノ
- エディ・カーン - ベース
- ピート・ラロカ - ドラムス